# Vampire Hunter D
Vampire Hunter D (吸血鬼ハンターD) är en serie böcker av den japanska skräckförfattaren Hideyuki Kikuchi. Det finns två animefilmer och en pågående manga som baseras på böcker ur denna serie.
Den första boken publicerades år 1983 av Kikuchi, som hittills har gett ut 19 volymer. Samtliga är illustrerade av Final Fantasy-seriens designer Yoshitaka Amano.
2005 påbörjade en engelsk översättning av böckerna publiceras. Än så länge har 11 volymer getts ut.
2007 påbörjades en manga baserad på böckerna, med Saiko Takaki som illustratör. Det är tänkt att varje mangavolym ska motsvara en titel bland böckerna.
Två animefilmer har baserats på Kikuchis böcker om D:
Vampire Hunter D från 1985 är baserad på den första boken.
Vampire Hunter D: Bloodlust från 2000 är baserad på den tredje boken.